# Kriegerverein

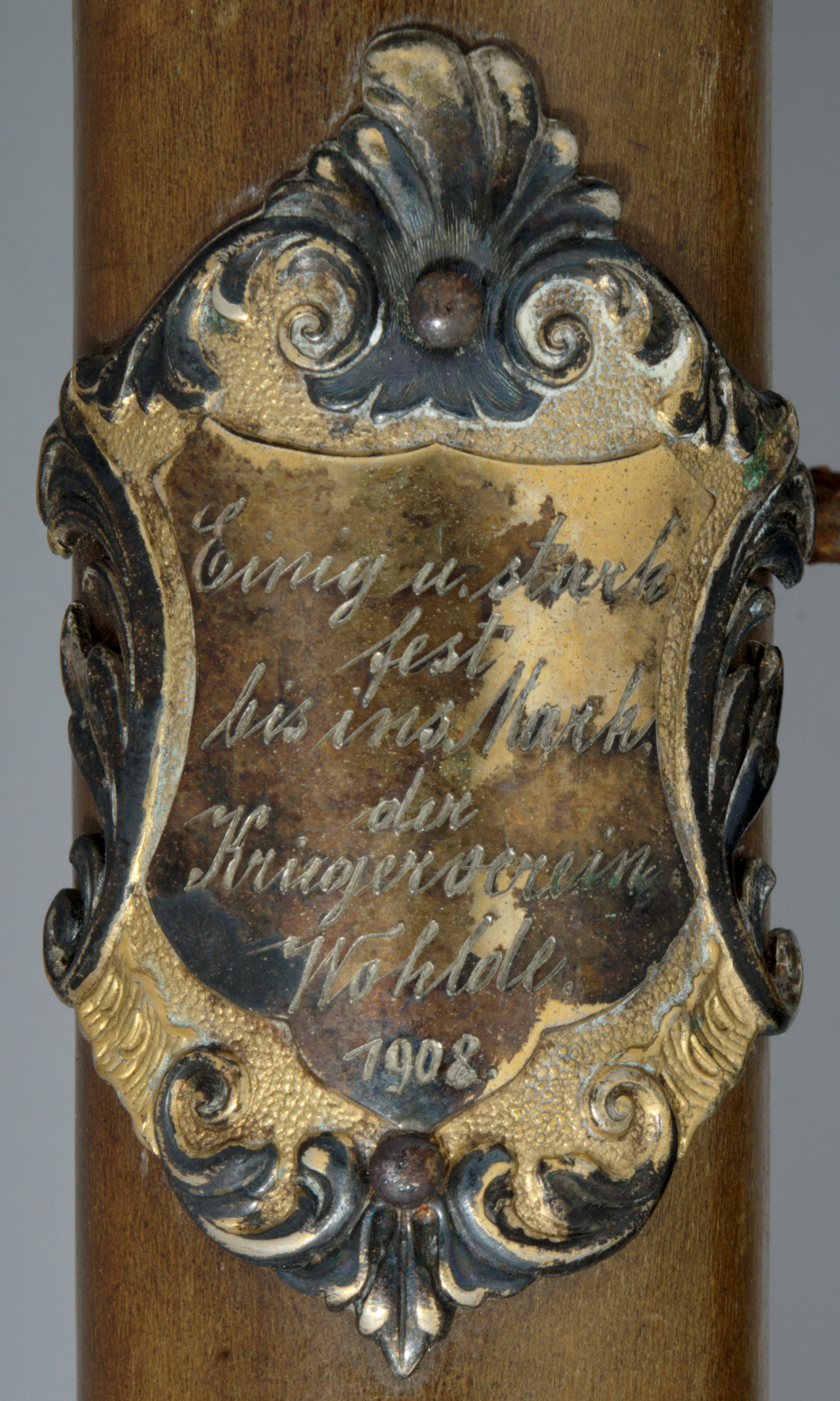
Stocknagel des Kriegervereins Wohlde aus dem Jahr 1908

Ein Kriegerverein (als Sachbezeichnung z. B. auch Soldaten, Veteranen, Kameraden, Reservisten oder Kombinationen dieser Bezeichnungen; als Organisationsbezeichnung auch Kameradschaft oder Bund) ist eine in der Rechtsform eines Vereins organisierte Vereinigung. Sie widmet sich der Kriegsgräberfürsorge, der Fürsorge von Kriegs-Hinterbliebenen und Kriegsopfern, der Errichtung und Pflege von Kriegerdenkmälern und Gedenkstätten sowie der Reservistenbetreuung.

## Grundlagen
Kriegervereine fördern die Kameradschaft (z. B. zwischen ehemaligen Soldaten, Kriegsteilnehmern und Soldaten der Bundeswehr), die Erhaltung des Brauchtums und die Bewahrung des Andenkens an die gefallenen und vermissten Soldaten.
Die Förderung des Brauchtums beinhaltet unter anderem:
- Pflege der Vereinsfahnen
- Teilnahme der Kameradschaft mit Fahnenabordnung bei:
  - Beerdigungen von Vereinskameraden
  - kirchlichen Festen, z. B. Fronleichnams-Prozession usw.
  - Vereidigung von Rekruten der Bundeswehr
  - örtlichen Gemeinde- und Vereinsveranstaltungen, z. B. Totenehrung am Kriegerdenkmal usw.

Der Verein setzt sich für die Versöhnung der Völker und die Bewahrung des Friedens ein. Der jeweilige Vereinszweck eines Kriegervereins ist der jeweiligen Vereinssatzung zu entnehmen.

## Geschichte

### Deutschland

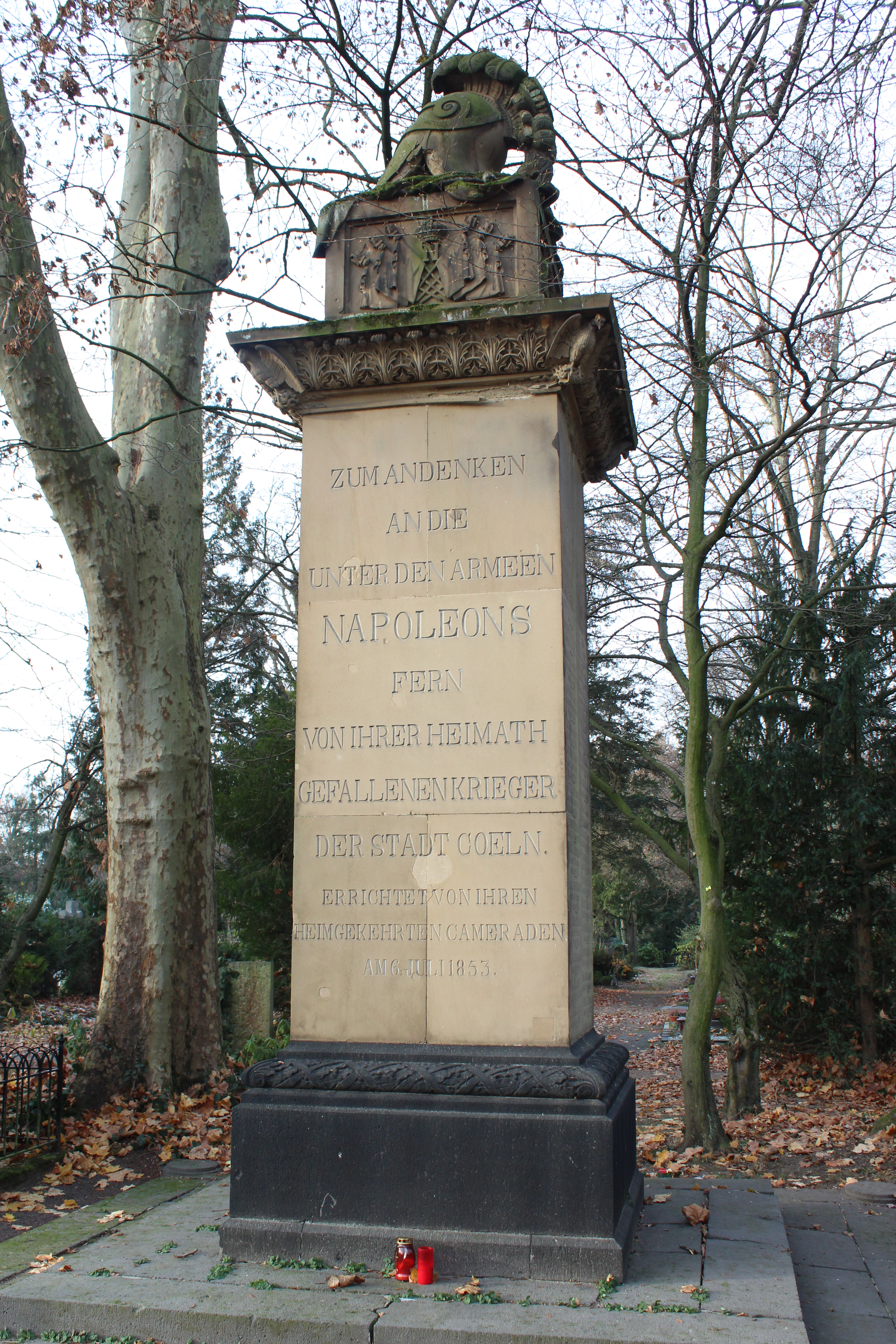
Napoleonstein auf dem Melaten-Friedhof Köln von 1853. Die Napoleonsteine gehen auf die frühesten Kriegervereine in den westdeutschen Ländern zurück und gedenken erstmals aller Soldaten unabhängig von ihrem militärischen Rang.

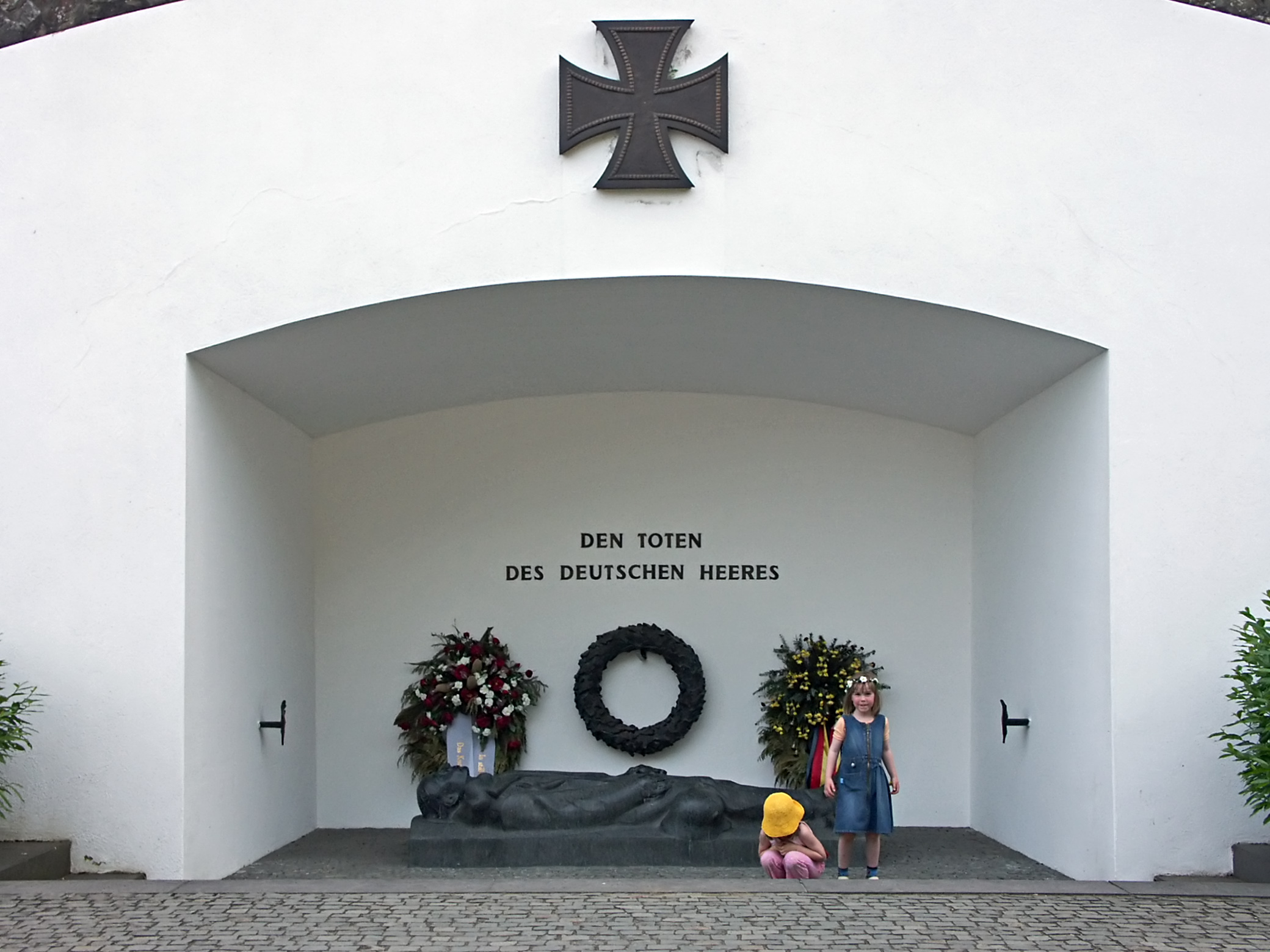
Kriegerdenkmal für Gefallene des Heeres Festung Ehrenbreitstein

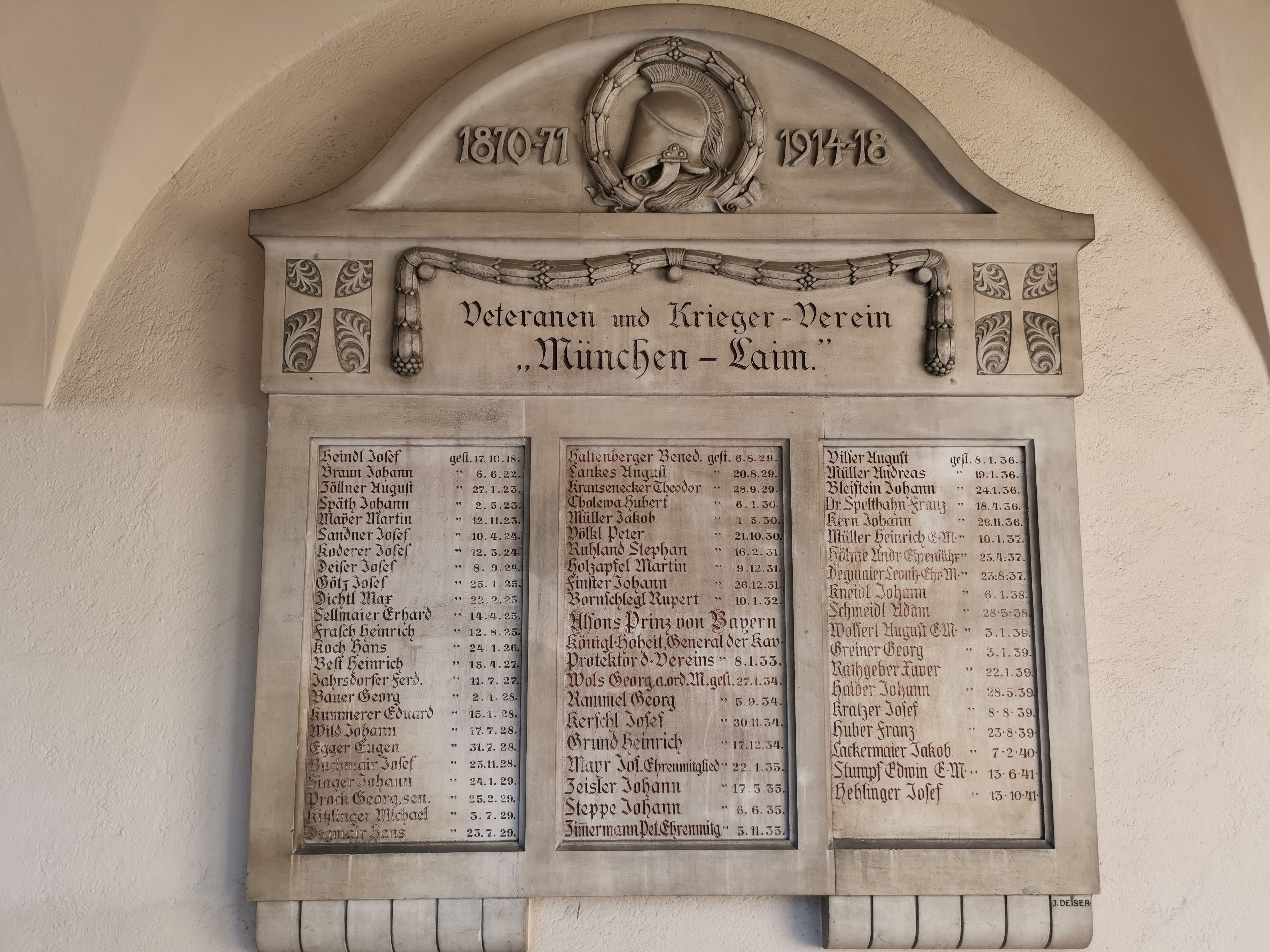
Erinnerungstafel Veteranen- und Kriegerverein München-Laim

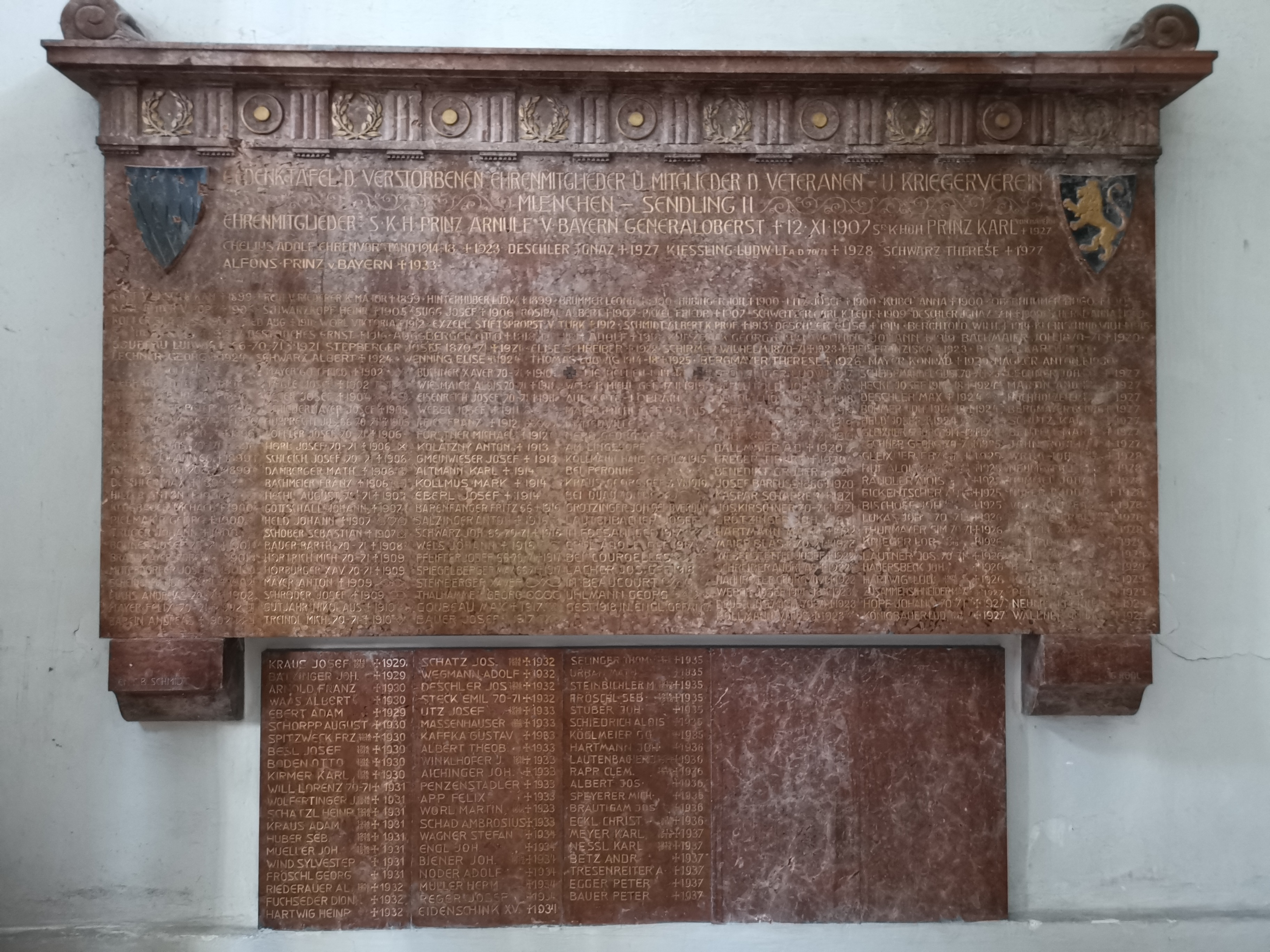
Veteranen- und Kriegerverein mit königlich-bayrischen Ehrenmitgliedern.

Kriegervereine wurden vereinzelt bereits nach den Koalitionskriegen gegründet. Seit 1842 bildeten sich besonders in Preußen zahlreiche so genannte Militär-Begräbnisvereine, nachdem König Friedrich Wilhelm IV. ihrer Gründung eine gesetzliche Grundlage gegeben und ihnen besondere Rechte verliehen hatte.
Die Kämpfe der Märzrevolution ab 1848, insbesondere der dreijährige Krieg in Schleswig-Holstein, gaben weiteren Anlass für die Bildung von Kriegervereinen. Doch nahmen derartige Bestrebungen erst nach den Kriegen von 1864, 1866 und 1870/71 in allen Teilen des Deutschen Reiches einen besonderen Aufschwung. Im Frühjahr 1873 bildete sich der Deutsche Kriegerbund, dem 1884 der Reichskriegerverband folgte.
Kriegervereine waren ursprünglich aus Gründen der Geselligkeit gegründet worden. Sie waren zunächst weitestgehend neutral und parteipolitisch unabhängig. Mit der verstärkten Organisation der Arbeiterbewegung wurden die Vereine zunehmend zur Bekämpfung der Sozialdemokratie aufgebaut. Seit den 1880er Jahren bemühte sich die Regierung, den Ausschluss sämtlicher Sozialdemokraten und Gewerkschaftsmitglieder aus den Vereinen voranzutreiben. Nachdem vermehrt Sozialdemokraten ausgeschlossen wurden, forderten Vertreter der Partei ihre Mitglieder auf, freiwillig die Kriegervereine zu verlassen bzw. nicht einzutreten. Die Kriegervereine wurden zu einem wichtigen Instrument zur Bekämpfung der Sozialdemokratie im Deutschen Reich. Insbesondere zur Reichstagswahl 1907, den sogenannten „Hottentottenwahlen“, waren sie ein bedeutender Teil der Wahlkampfstrategie des Bülowblocks.
Streitigkeiten unter den zahlreichen Kriegervereinen führten zur Aufsplitterung und gelegentlich auch zum Untergang von einzelnen Verbänden. Anfang des 20. Jahrhunderts waren sämtliche Landeskriegerverbände des Deutschen Reiches in dem im September 1900 gegründeten Kyffhäuserbund der deutschen Landeskriegerverbände vertreten, der 27 Landesverbände mit 22.000 Vereinen vereinte. Im Oktober 1913 verfügte der Kyffhäuserbund über 2.837.944 Mitglieder. Die Forschung ging jahrzehntelang allein davon aus, dass die Mitgliedschaft vor allem aus Teilen der Mittel- und Unterschicht bestand, was jedoch in Teilen widerlegt wurde.
Mit der ab 1934 einsetzenden Gleichschaltung wurden 1938 sämtliche Kriegervereine und ähnliche Organisationen mit Ausnahme der NSKOV zwangsweise in den NS-Reichskriegerbund eingegliedert. Durch das Kontrollratsgesetz Nr. 2 vom 10. Oktober 1945 wurden sämtliche Naziorganisationen, so auch der NS-Reichskriegerbund und NSKOV, aufgelöst und liquidiert. Damit kam jegliches Vereinsleben in diesem Bereich zum Erliegen. Ab Anfang der 1950er Jahre wurden Soldatenverbände wieder möglich. Waren zuerst Vereinigungen von Teilnehmern des Zweiten Weltkriegs sehr aktiv, in der Öffentlichkeit präsent und verfügten über bundesweite Dachverbände, liegt der Schwerpunkt der örtlichen Vereine heute auf dem internen und regionalen Vereinsleben.

### Österreich
In Österreich hatte man im Anschluss an die 1893 begonnene Umgestaltung der k.k. Landwehr den „Veteranenvereinen“ eine allgemeine Organisation gegeben, sowie das Recht, Waffen zu tragen. Dabei rechnete man auf die Tätigkeit der alten Krieger bei einer eventuell notwendigen Landesverteidigung.

## Nachweise
1. ↑  Tenfelde, Ritter: Arbeiter im Deutschen Kaiserreich, S. 738
2. ↑  Henning Roet de Rouet: Frankfurt am Main als preußische Garnison von 1866 bis 1914. Frankfurt am Main 2016, S. 289.